# 660 v. Chr.
Portal Geschichte | Portal Biografien | Aktuelle Ereignisse | Jahreskalender | Tagesartikel

◄ |
8. Jahrhundert v. Chr. |
7. Jahrhundert v. Chr. |
6. Jahrhundert v. Chr. |
►

◄ | 680er v. Chr. | 670er v. Chr. | 660er v. Chr. | 650er v. Chr. |
640er v. Chr. |
►

◄◄ | ◄ | 663 v. Chr. | 662 v. Chr. | 661 v. Chr. | 660 v. Chr. |
659 v. Chr. |
658 v. Chr. |
657 v. Chr. |
► |
►►

## Ereignisse

### Politik und Weltgeschehen
- 18. Februar: Nach den japanischen Reichschroniken des 8. Jahrhunderts n. Chr. beginnt mit der Thronbesteigung des mythischen, vermutlich als einzelner Herrscher nicht historischen, ersten Tennō von Japan, Jimmu, die Linie der japanischen Monarchie und der einheitliche japanische Staat. Darauf bezieht sich später die Kōki-Jahreszählung in der japanischen Zeitrechnung von der Einführung des gregorianischen Kalenders 1873 bis zum Zweiten Weltkrieg.

- um 660 v. Chr.: Byzantion (latinisiert Byzantium, heute Istanbul) wird als Koloniestadt dorischer Griechen aus Megara, Argos und Korinth gegründet.

- um 660 v. Chr.: Ägypten erlangt mit assyrischer Hilfe die Unabhängigkeit vom nubischen Reich von Kusch. Das kuschitische Fürstenhaus herrschte jedoch weiterhin im Süden von Ägypten. Tanotamun ist der letzte Pharao der nubischen 25. Dynastie.

### Sport
- Chionis von Sparta wird Olympiasieger im Stadionlauf und im Diaulos.